# Paropaon
Paropaon is een geslacht van rechtvleugeligen uit de familie veldsprinkhanen (Acrididae). De wetenschappelijke naam van dit geslacht is voor het eerst geldig gepubliceerd in 1923 door Hebard.

## Soorten
Het geslacht Paropaon omvat de volgende soorten:
- Paropaon laevifrons Stål, 1878
- Paropaon pilosus Stål, 1878